# Baie de Yankalilla
La baie de Yankalilla est une vaste baie du sud-est de l'Australie-Méridionale sur la péninsule Fleurieu. 

## Description
Située sur la côte sud-est du golfe Saint-Vincent, elle donne sur l'océan Austral. Trois rivières y aboutissent : la Bungala, la Yankalilla (dont l'embouchure se trouve à Lady Bay) et le ruisseau Carrickalinga (en),. 

## Histoire

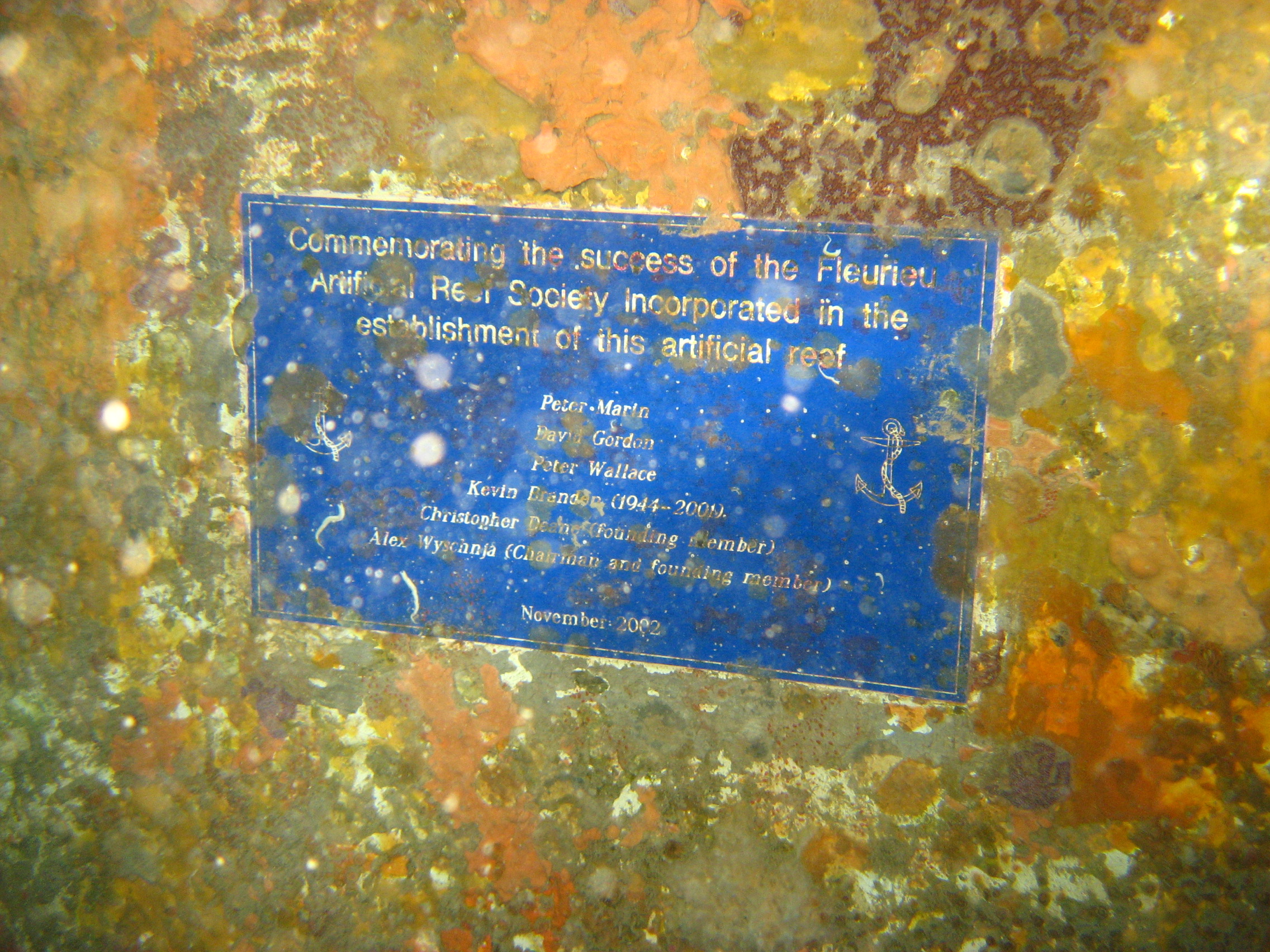
Plaque commémorative du HMAS Hobart Memorial Lookout

La baie de Yankalilla est connue pour être le site du cimetière du navire HMAS Hobart, qui a été sabordé le 5 novembre 2002 au large de la côte entre Wirrina Cove (en) et Normanville pour créer une épave de plongée et un récif artificiel. Son nom officiel est Fleurieu Artificial Reef,. Le HMAS Hobart Memorial Lookout est situé à Little Gorge.